# Buteo socotraensis
El busardo de Socotora (Buteo socotraensis) es una especie de ave accipitriforme de la familia Accipitridae endémica de la isla de Socotra. A veces es tratada como una subespecie del busardo ratonero (Buteo buteo).

## Taxonomía
Aunque la especie ha sido observado durante más de 110 años, no fue reconocida como una especie separada hasta 2010. Antes de eso, se suponía que era conespecífica con  el busardo ratonero. Ha habido mucho debate sobre la posición taxonómica de la especie. Es genéticamente más cercana a los taxones rufinus y bannermani, pero su plumaje es similar al de trizonatus y oreophilus.

## Descripción
Mide unos 50 cm de longitud en promedio y pesa entre 500 y 1000 gramos. Los adultos típicamente tienen el abdomen y el pecho blanco amarillento. Tienen rayas finas de color marrón en la garganta y el pecho, que se vuelven más intensas en la parte baja del pecho, el abdomen, los flancos y los muslos. Ciertos individuos presentan la garganta y la parte superior del pecho blancos. La especie exhibe alas cortas y compactas con una longitud de aproximadamente 358 mm, una longitud de cola de 188,5 mm y el tarso de 65,19 mm. Hay poca diferencia en el plumaje entre adultos y juveniles, siendo la principal diferencia la intensidad de las rayas en las partes inferiores.

## Distribución y hábitat
Es endémico de la isla de Socotra, localizada frente a las costas del Cuerno de África en el océano Índico, al sureste de Yemen. Suele encontrarse en altitudes entre 150 y 800 m. La especie vive en estribaciones y mesetas de la isla, así como en lugares donde se pueden encontrar barrancos profundos, ya que requiere acantilados para anidar. Como tal, se ha observado que compite por los nidos con otras especies de aves como buitres, cuervos y halcones. Según las encuestas de población más recientes, hay menos de 500 individuos en la isla.